# Pseudogarypinus
Pseudogarypinus es un género de arácnido del orden Pseudoscorpionida de la familia Olpiidae.

## Especies
Las especies de este género son:
- Pseudogarypinus cooperi
- Pseudogarypinus costaricensis
- Pseudogarypinus frontalis
- Pseudogarypinus giganteus